# Antarchaea digramma
Antarchaea digramma är en fjärilsart som beskrevs av Walker 1863. Antarchaea digramma ingår i släktet Antarchaea och familjen nattflyn. Inga underarter finns listade i Catalogue of Life.